# 성 니콜라스 성당 (스타레메스토)

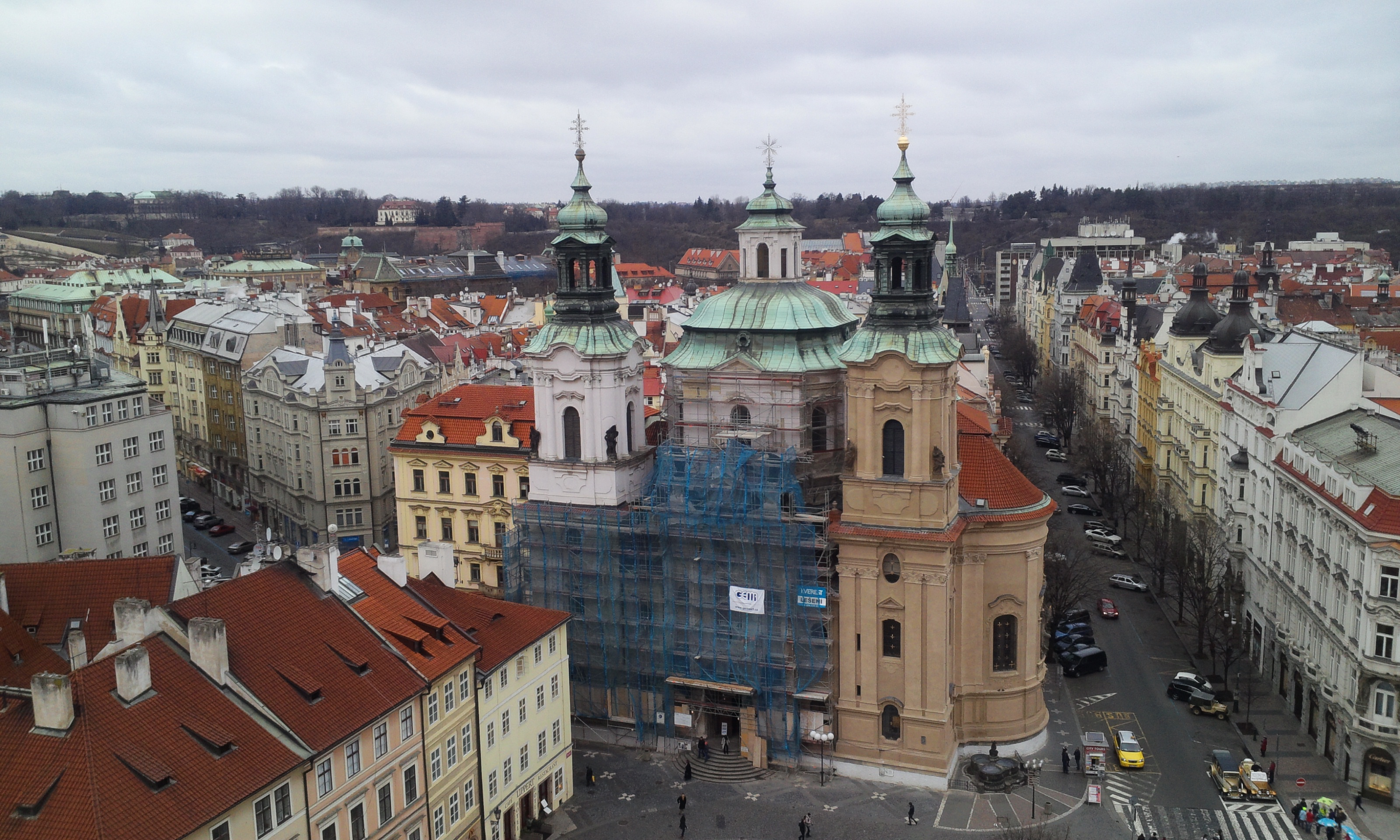
2015년 1월 천문시계탑에서 바라본 성 니콜라스 성당

성 니콜라스 성당(체코어: Kostel svatého Mikuláše)은 후기 고딕, 바로크 양식의 성당으로 체코의 수도 프라하 구시가지 광장에 위치해 있다. 13세기에 성 니콜라스를 기리는 고딕 건축 양식의 성당이 원래 있었으며, 현재의 건물은 1732년부터 1737년 사이에 건설됐다. 1920년 이전에는 체코슬로바키아 정교회의 성당으로 사용됐다.
1945년 프라하 봉기에는 체코의 파르티잔이 라디오 프라하를 숨기는 용도로 성당을 사용했다. 당시 독일의 무장친위대가 라디오 방송국을 공격했기 때문이다.

## 사진

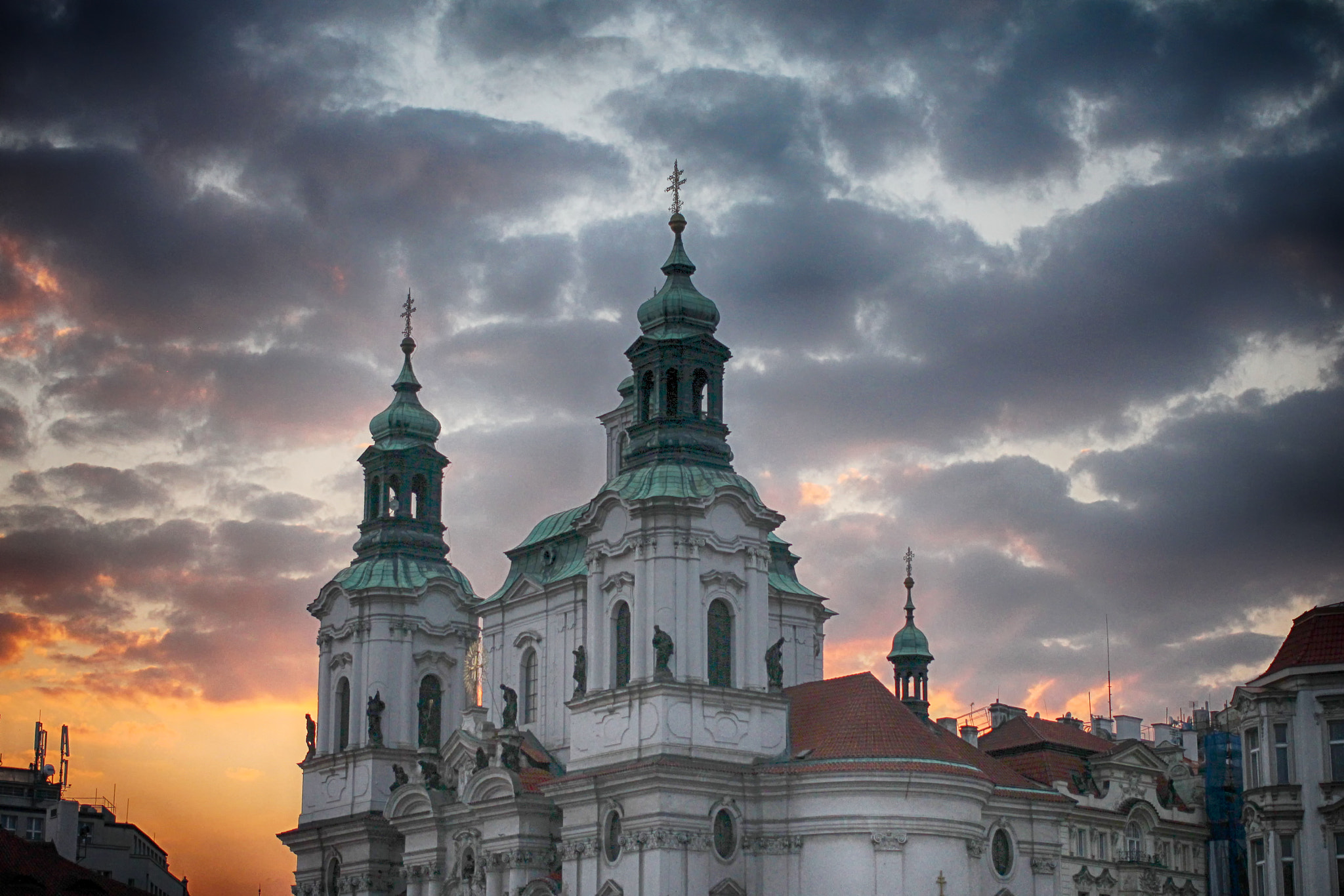
2014년 4월 성 니콜라스 성당